# Ашитково (Московская область)
Ашитково — село в городском округе Воскресенск Московской области, центр муниципального образования сельское поселение Ашитковское (до середины 2000-х годов — Ашитковский сельский округ).

## География
Село Ашитково расположено примерно в 14 км к северу от центра города Воскресенска и в 75 км от Москвы. В полутора километрах к западу от села расположена станция Виноградово Рязанского направления МЖД. Ближайшие населённые пункты — деревни Щельпино, Исаково, Губино и посёлок Виноградово. Восточнее села Ашитково протекает река Нерская.

## История
Впервые упоминается в 1620 году. В 1646 году в переписной книге Поместного приказа значится как деревня Ощиткова в дворцовой волости Гвоздне. На тот момент в деревне было 5 крестьянских дворов. В XVII—XVIII веках деревня Ашитково значилась в Гвоздинской волости Гуслицкого стана Московского уезда. В 70-х годах XVII века после основания в селе Бронничи «государевой кобылячей конюшни» Ашитково вместе с рядом деревень Гуслицкого стана была передана в ведение Дворцовой конюшенной канцелярии. В данных второй ревизии податного населения 1745—1747 годов указано, что в деревне Ашитково было 11 дворов и 42 души мужского пола (женщин тогда не учитывали). По данным четвёртой ревизии 1781—1782 годов, в Ашитково насчитывалось 13 дворов, 35 мужчин и 58 женщин.
В 1783 году село Бронницы стало городом и уездным центром; в состав Бронницкого уезда вошла Гвоздинская волость с деревней Ашитково. В 1796 году император Павел I пожаловал штаб-медику своего двора Ивану Филипповичу Беку имение в Бронницком уезде. В состав имения в числе других населённых пунктов вошла и деревня Ашитково. По данным 1796 года в деревне было 14 дворов, 56 мужчин и 65 женщин.
В начале XIX века Ашитково была довольно небогатой деревней. Крестьяне занимались преимущественно земледелием, заготовкой сена, извозом, рыбалкой, охотой, скотоводством. Также было развито надомное ткачество. До 1878 года жители деревни Ашитково были прихожанами церкви Святителя Чудотворца Николая. Старая деревянная церковь находилась за рекой Нерская на погосте Николы Нерского.

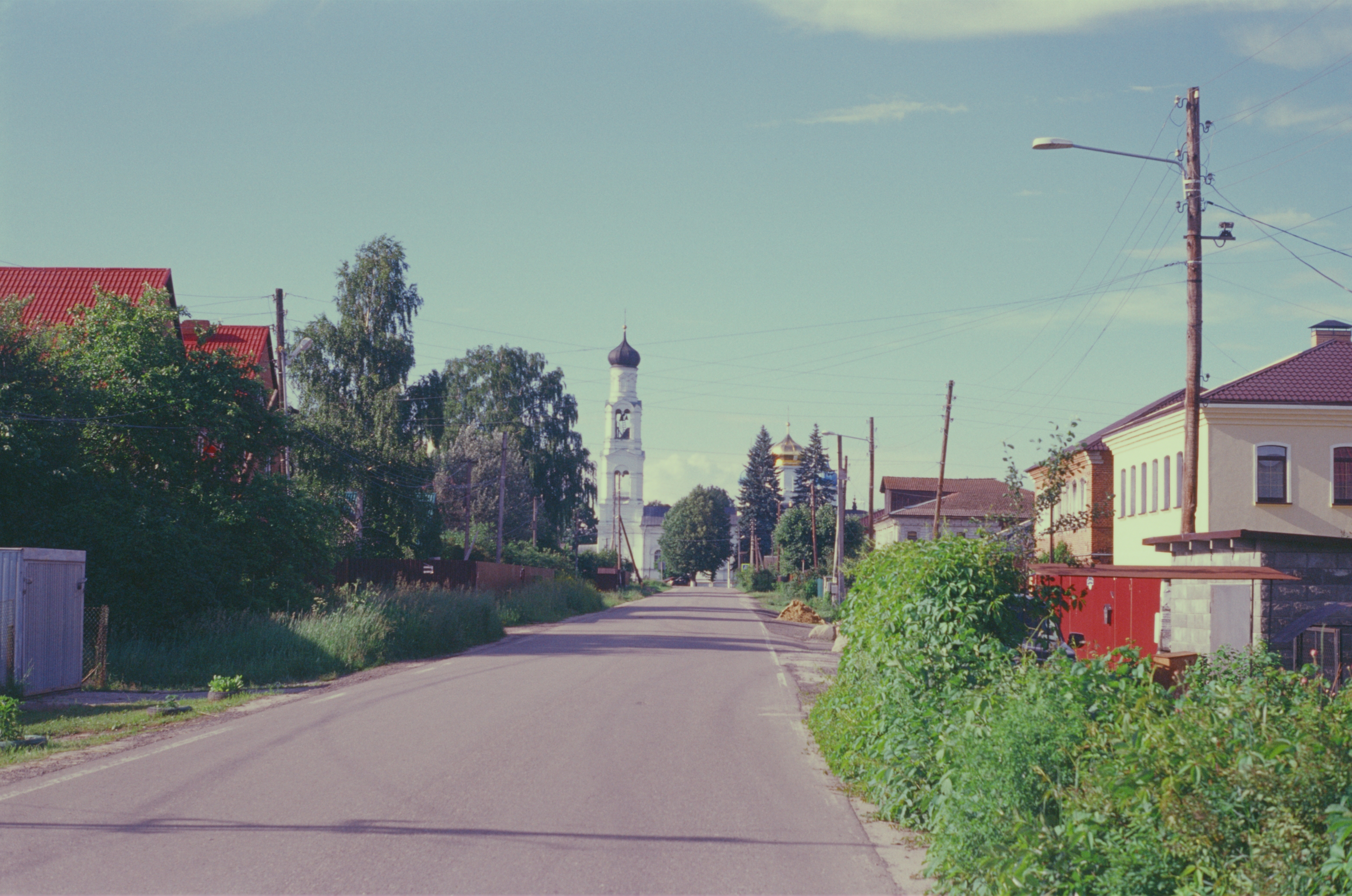
Ашитково, вид главной улицы с храмом (2021)

В 1870-х годах Ашитково стало владением графа Александра Николаевича Ламздорфа. Он построил здесь свою усадьбу, после чего село стало волостным центром. В 1878 году в Ашитково по проекту архитектора В. О. Грудзина была построена каменная церковь Воскресения Христова.

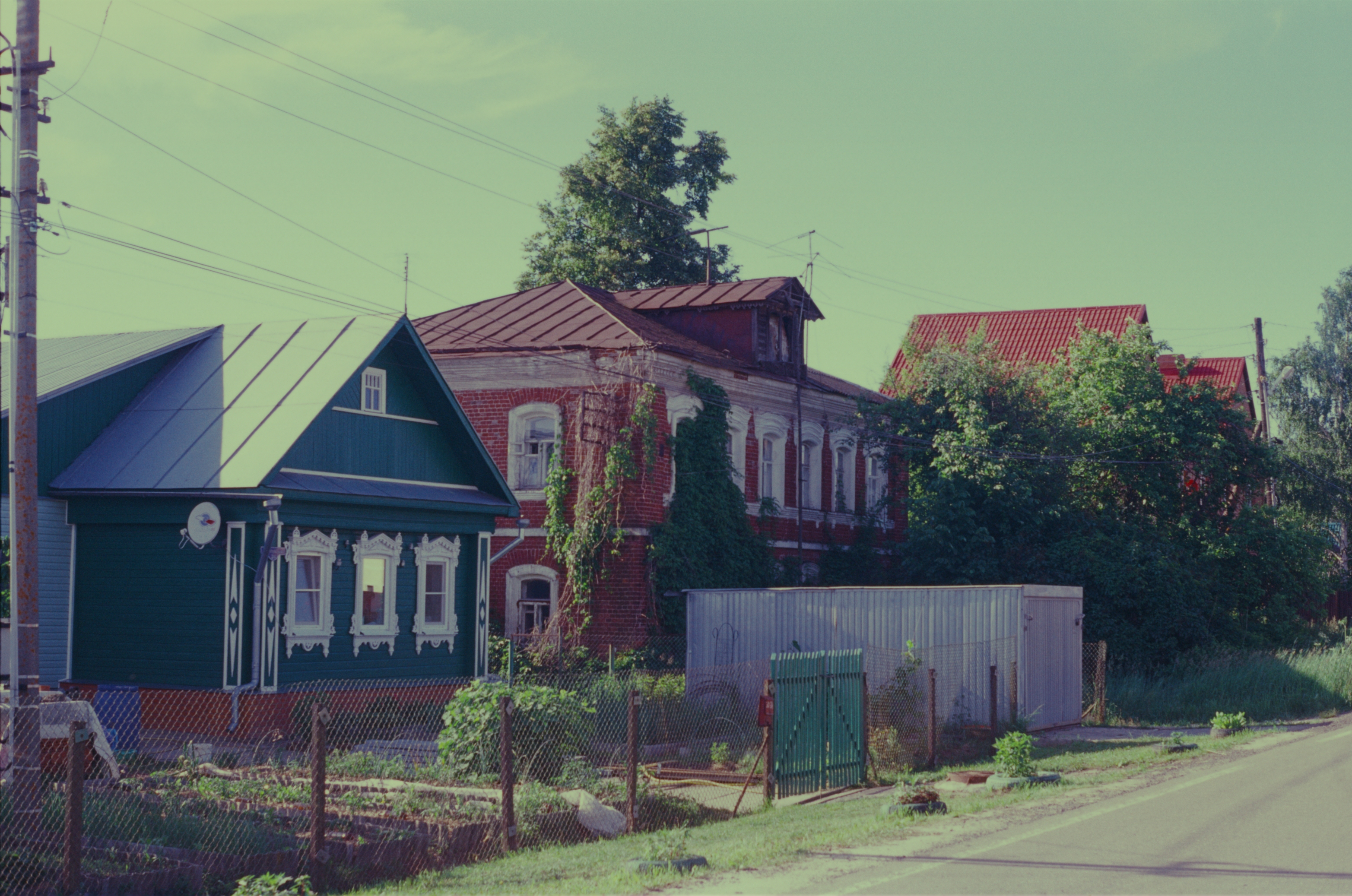
Кирпичный дореволюционный дом в Ашитково

В 1929—1930 годах Ашитково было центром Ашитковского района.

## Население
| 1781 | 1796 | 1926 | 2002  | 2010  |
| ---- | ---- | ---- | ----- | ----- |
| 93   | ↗121 | ↗844 | ↗3312 | ↘3237 |

Согласно Всероссийской переписи, в 2002 году в селе проживало 3312 человек (1548 мужчин и 1764 женщины); преобладающая национальность — русские (95 %). По данным на 2005 год в селе проживало 3322 человека.

## Инфраструктура
Село газифицировано. По улицам проложены газовые трубы, некоторые дома газифицированы. Стоимость газификации на конец 2015 года - от 400 до 600 тыс. руб.
Дороги села асфальтированы. 
В селе есть Дом культуры, где проводятся различные тренинги и занятия для детей и взрослых, а также проводятся развлекательные мероприятия.
Есть Амбулатория, где работает множество врачей-специалистов и дежурят машины Скорой помощи.
В селе есть не только сельские магазины, но и два супермаркета, а ещё строительный рынок.
Имеется общеобразовательная школа и детский сад.